# Толвинка
Толвинка — деревня в Брянском районе Брянской области, в составе Нетьинского сельского поселения. Расположена в 3 км к северу от посёлка Нетьинка. Население — 189 человек (2010).

## История
Основана в начале XX века; до 1924 года — в Любохонской, Дорожовской волости Брянского (с 1921 — Бежицкого) уезда; позднее в Бежицкой волости, Брянском районе (с 1929). До Великой Отечественной войны преобладало белорусское население.
С 1920-х гг. до 1959 года — в Глаженском сельсовете; в 1959—1982 гг. — центр Толвинского сельсовета; в 1982—1998 гг. — в Новодарковичском сельсовете.
| Годы      | 1926 | 1979 | 1989 | 2002 | 2010 |
| --------- | ---- | ---- | ---- | ---- | ---- |
| Население | 434  | 327  | 212  | 160  | 189  |